# Palácio de Gueguti

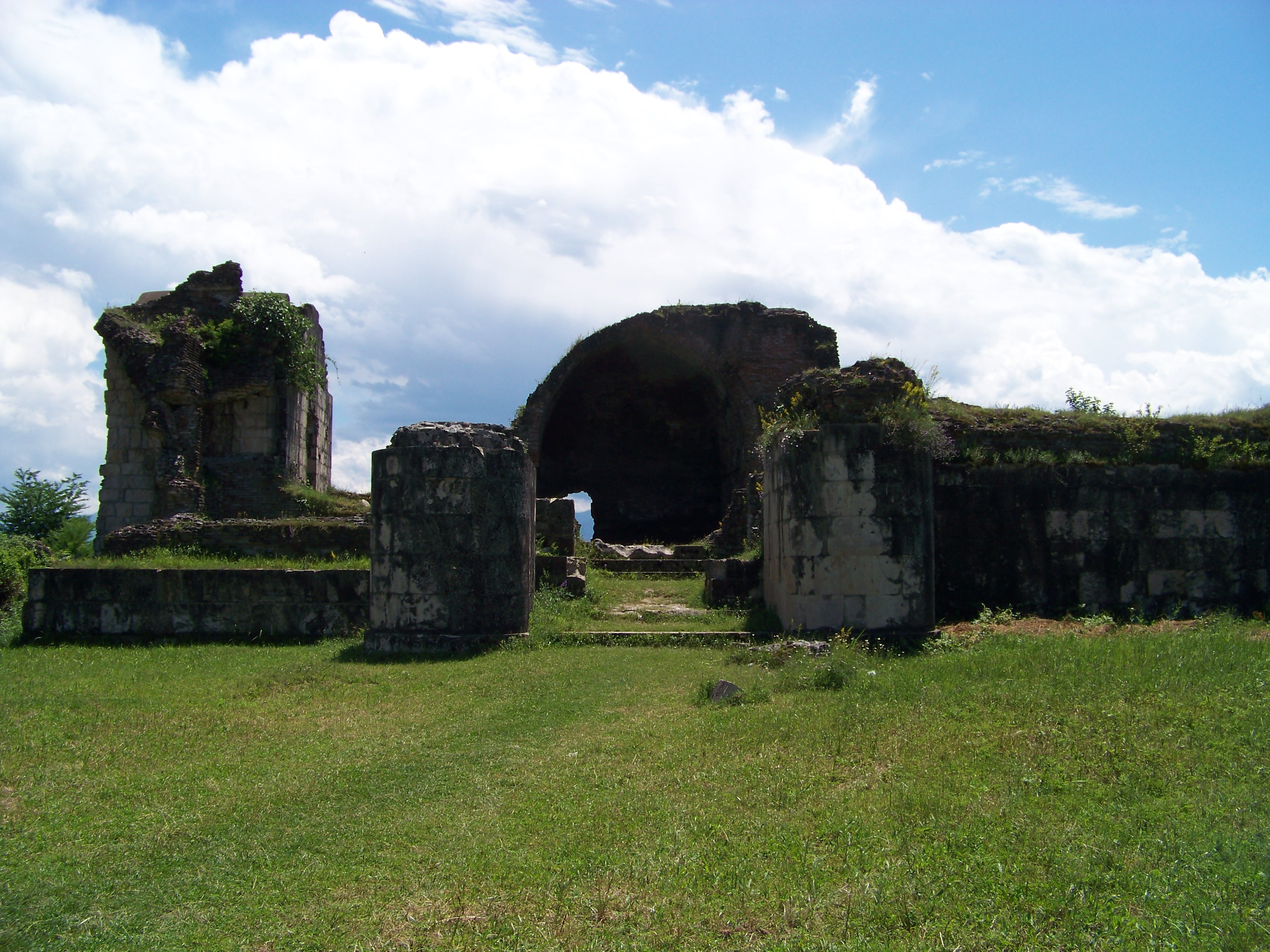
Ruínas do palácio real de Gueguti

O palácio real de Gueguti (em georgiano:  გეგუთის სასახლე) é um palácio medieval georgiano, agora em ruínas, localizado na cidade homônima, 4 milhas ao sul da cidade de Cutáissi, na Geórgia. 

## História
As ruínas do complexo do palácio ocupam uma área de mais de 2.000 m2 ao longo do rio Rioni. Um extenso trabalho de campo entre 1953 e 1956 permitiu que os especialistas estratificassem as principais camadas arqueológicas e reconstruíssem a forma arquitetônica e a decoração da maioria dos edifícios medievais que datam do século XII, período no qual a primeira menção escrita de Gueguti aparece nas Crônicas da Geórgia. A primeira estrutura, um simples edifício de um quarto com uma grande lareira, data do século VIII ao IX. 
Uma parte importante do complexo real, encomendada pelo rei Jorge III da Geórgia (r. 1156–1184), é um prédio de tijolos de quatro andares construído em um pedestal de pedra de três metros de altura, com um espaçoso salão cruciforme central coroado por uma cúpula de 14 m de diâmetro. Todo o edifício é murado e fortificado com enormes pilares. As estruturas adicionais localizadas a oeste e a igreja são de um período posterior, datando do século XIII-XIV.

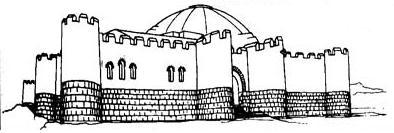
Esboço de reconstrução de V. Tsintsadze

O complexo principal do palácio foi construído durante o que é considerado a "idade de ouro" medieval da Geórgia. Embora a corte georgiana fosse bastante móvel, o estabelecimento de um palácio real desta escala perto da segunda capital do reino e um importante centro cultural pode ser entendido como o desejo de estabelecer uma corte real e uma burocracia real mais estabelecida, que realmente existiu durante o reinado de Tamar (r. 1184-1213).
O palácio de Gueguti aparece frequentemente nos anais da Geórgia como um lugar de descanso muito amado da realeza. No reinado de Tamar, foi o lugar onde seu ex-marido, o príncipe Yuri Bogolyubsky, foi coroado pelos nobres rebeldes durante um golpe fracassado contra a rainha em 1191.
Em 2016, uma instalação de painel de vidro, que envolve as ruínas, foi erguida para mostrar aos visitantes a forma original completa do monumento.